# Шенон (Француска)
Шенон (фр. Chenon) насеље је и општина у западној Француској у региону Поату-Шарант, у департману Шарант која припада префектури Ангулем.
По подацима из 2011. године у општини је живело 150 становника, а густина насељености је износила 14,31 становника/km². Општина се простире на површини од 10,48 km². Налази се на средњој надморској висини од 113 метара (максималној 118 m, а минималној 70 m).

## Демографија
| 1962. | 1968. | 1975. | 1982. | 1990. | 1999. | 2011. |
| ----- | ----- | ----- | ----- | ----- | ----- | ----- |
| 187   | 202   | 185   | 178   | 143   | 149   | 150   |

График промене броја становника у току последњих година